# 125 Liberatriks
125 Liberatriks (mednarodno ime je 125 Liberatrix) je asteroid tipa M v glavnem asteroidnem pasu. Pripada družini asteroidov Liberatriks.

## Odkritje
Asteroid sta 11. septembra 1872 odkrila brata Paul Henry in Prosper Henry.. Ime označuje osvoboditev Francije ob propadu drugega francoskega imperija leta 1870.

## Lastnosti
Asteroid Liberatriks obkroži Sonce v 4,54 letih. Njegova tirnica ima izsrednost 0,081, nagnjena pa je za 4,656° proti ekliptiki. Njegov premer je 43,6 km, okoli svoje osi se zavrti v 3,968  urah.
V poznih 90. letih so astronomi z uporabo svetlobnih krivulj lahko določili vrtilno dobo in obliko nekaterih asteroidov (med njimi tudi za Liberatriks).

## Okultacije
Opazovali so dve okultaciji z zvezdo. Rezultati opazovanja so dali precej podolgovato obliko za asteroid.